# شیما بابایی
شیما بابایی (زادهٔ ۱۳۷۴)، فعال مدنی و زندانی سیاسی سابق در ایران است. وی در سال‌های ۱۳۹۵ و ۱۳۹۶ دو بار دستگیر شد. وی دختر ابراهیم بابایی زندانی سیاسی سابق و همسر داریوش زند آبدار است که در اعتراضات پس از انتخابات ریاست جمهوری ۸۸ به مدت چهار سال در زندان اوین به سر برد. پدر او به دست نیروهای امنیتی جمهوری اسلامی ایران ربوده شد و بعد از ربوده‌شدنش اطلاعی دربارهٔ پدرش در دست نیست.

## کنشگری سیاسی، بازداشت و محکومیت
شیما بابایی چند بار از سوی اطلاعات سپاه، اداره اطلاعات و نیز پلیس امنیت بازداشت شد؛ از جمله در خرداد ۱۳۹۵، به دست مأموران سازمان اطلاعات سپاه در خانه‌اش بازداشت شده و به بند ۲ الف منتقل شد. او در سال ۱۳۹۶ خورشیدی، به پنج سال حبس، محکوم شد.
بنا به گزارش اطلس زندان‌های ایران، حکم محکومیت شیما بابایی به همراه چند تن دیگر، از جمله، همسرش (داریوش زند آبدار) در سال ۱۳۹۸ از سوی دادگاه تجدید نظر، عیناً تأیید شد.

### رد اتهام
شیما بابایی در رد یکی از اتهام‌هایش گفته بود که «در رأی دادگاه، آمده بود که ما قصد برهم زدن نظم و امنیت کشور را داشتیم و این کار را به پشتوانه گروهک ضدانقلاب انجام دادیم! در حالی که من و همسرم فعالان مستقلی بودیم و به هیچ حزب و گروهی، وابستگی نداشتیم و حتی تعدادی از ما زندانیان، پیش از بازداشت، یکدیگر را نمی‌شناختیم.»

### بازداشت دوباره
شیما بابایی به دلیل همراهی با کمپین چهارشنبه‌های سفید و اعتراض به حجاب اجباری نیز از سوی پلیس امنیت، بازداشت و بازجویی شده و سپس توسط دادگاه، به‌طور غیابی، برایش حکم صادر شد. وی در سال ۱۳۹۷ خورشیدی، به اتهام بی‌حجاب بودن، به دو ماه حبس و یک میلیون تومان جریمه نقدی، محکوم شد.

## خروج از ایران
شیما بابایی و همسرش داریوش زند، در سال ۱۳۹۷ پس از احضار مجدد از سوی دستگاه‌های امنیتی، مجبور به خروج غیرقانونی از ایران شدند. آن‌ها مدت یک ماه را در کمپ دیپورت ترکیه گذراندند.

## ناپدیدسازی قهری ابراهیم بابایی
ابراهیم بابایی، زندانی سیاسی سابق که تحت تعقیب حکومت جمهوری اسلامی بود، در آذر ۱۴۰۰، زمانی که قصد داشت به صورت مخفیانه از ایران خارج شود در مرز ناپدید شد. شیما بابایی گفت که طبق شواهدی که به دست آورده، پدرش در مرز توسط مأمورین امنیتی بازداشت شده و تاکنون مشخص نیست با او چه کرده‌اند. او ادعا کرد کسانی که خود را قاچاقچی معرفی کردند با طرح نقشه‌ای سعی بر این داشتند تا او و همسرش را نیز به مرز ترکیه و ایران بکشانند و آن‌ها را بربایند. سازمان عفو بین‌الملل با صدور بیانیه‌ای، با اعتراض به ناپدیدسازی قهری ابراهیم بابایی، فعال سیاسی در ایران، خواستار روشن شدن محل نگهداری و آزادی فوری وی شد.

## نامه پدر شیما بابایی به حسن روحانی
در بهمن ۱۳۹۶، ابراهیم بابایی، پدر شیما بابایی، در نامه‌ای سرگشاده به حسن روحانی به بازداشت دختر و دامادش اعتراض و از روحانی خواست به قوانین و حقوق شهروندی احترام بگذارد.